# Белгородская духовная семинария
Белгоро́дская правосла́вная духо́вная семина́рия (с миссионе́рской напра́вленностью) — православное духовное образовательное учреждение Русской православной церкви, призванное готовить священнослужителей, православных миссионеров, преподавателей духовных учебных заведений, других работников отделов и учреждений Московского патриархата, специалистов в области преподавания Закона Божия в нерелигиозных учебных заведениях и полковых священников (капелланов).

## История

### Белгородский период
Семинария была образована в 1787 году. Её основателем является архиепископ Белгородский и Обоянский Феоктист (Мочульский) (1729—1818).

### Курский период
Курский период в деятельности семинарии начался с 1879 года, но окончательно духовная семинария была переведена из Белгорода в Курск в 1883 году. С 1888 года и до закрытия семинарию возглавлял протоиерей Иаков Новицкий. В 1918 году Курская духовная семинария была закрыта советской властью.
После переезда семинарии в Курск в Белгороде продолжало работу духовное уездное училище, на базе которого в 1906 году епископом Питиримом было открыто отделение Курской духовной семинарии. Оно действовало до Октябрьской революции.

### Возобновление семинарии
С 17 июля 1996 года начинается новая история белгородской семинарии: в этот день определением синода РПЦ было принято решение об открытии в Белгороде миссионерской семинарии.
Открытие Белгородской православной духовной семинарии (с миссионерской направленностью) состоялось 28 сентября 1996 года. Её Ректором был назначен епископ (ныне митрополит) Белгородский и Старооскольский Иоанн (Попов).
В 2000 году состоялся первый пятилетний выпуск воспитанников семинарии.
29 мая 2024 года Федеральная служба по надзору в сфере образования и науки приняла решение о том, что по результатам аккредитационной экспертизы основной образовательной программы «Православная теология» в отношении уровня образования бакалавриат 48.03.01 Теология, реализуемой в Белгородской духовной семинарии, подтверждено соответствие качества образования аккредитационным показателям.

## Ректоры
- игумен Белгородского Никольского монастыря Иустин (1787—1797)
- иеромонах Хотмыжского монастыря Досифей (1797—1798)
- игумен Белгородского Николаевского монастыря Иеракс (1798)
- протоиерей Иван Трофимович Савченков (1798—1807)

с 1799 до 1883 года именовалась Курской духовной семинарией, но оставалась в Белгороде
- архимандрит Иосиф (Величковский) (1807—1809)
- архимандрит Аполлос (1809—1810)
- протоиерей Иван Трофимович Савченков (1810—1829)
- архимандрит Анатолий (Мартыновский) (18 мая 1829—1832)
- архимандрит Елпидифор (Бенедиктов) (14 апреля 1832 — 30 апреля 1837)
- архимандрит Варлаам (Успенский) (4 мая 1837—1843)
- архимандрит Израиль (Лукин) (1843—1845)
- архимандрит Никодим (Казанцев) (29 июля 1845—1850)
- архимандрит Феофил (Надеждин) (3 апреля 1850—1851)
- архимандрит Флавиан (Остроумов) (14 июля 1851 — ?)
- архимандрит Владимир (Миловиднов) (1864 — ?)
- протоиерей Матвей Васильевич Невский (11 декабря 1868—1883)
- митрополит Иоанн (Попов) (1996−2015)
- протоиерей Алексей Куренков (со 2.11.2015)

## Домовый храм
С 1996 года в семинарии действует домовый храм во имя святителя Иннокентия, митрополита Московского.